# Mars, Incorporated

Mars, Incorporated (вимовляється Марс) — американська продовольча компанія. Штаб-квартира — у місті Маклін, штат Вірджинія, виробник продуктів харчування тривалого зберігання, найбільш відомий завдяки шоколадним батончикам. Також виробляє корми для домашніх тварин, жувальну гумку, напої, напівфабрикати, консервовані соуси. Основні торгові марки — Mars, Snickers, Milky Way, Twix, M&M’s, Pedigree, Uncle Ben’s, також корпорації належить серія торгових марок поглиненої компанії Wrigley.

## Історія
Історія корпорації починалася на звичайнісінькій кухні в одному із скромних будинків американського міста Такома (штат Вашингтон), де на початку минулого століття Френк Марс і його дружина Етель вручну ліпили недорогі цукерки й продавали їх усім охочим. Сімейне підприємство процвітало, і в 1911 році подружжя зареєструвало власну компанію, назвавши її Mars Candy Factory, Inc. У 1923 році Френк разом із сином Форрестом розробив батончик Milky Way, який став справжнім бестселером. Саме прибуток від продажу Milky Way дав змогу компанії, яка до того часу вже називалася Mars, Inc., переїхати з Міннеаполіса до Чикаго (штат Іллінойс).
У 1932 році завдяки зусиллям Форреста Марса відкрилося відділення компанії у Великій Британії і був запущений батончик Mars. Однак, на відміну від батька, Форрест фокусувався не тільки на кондитерських виробах. Скоро в асортименті компанії з'явилися корми для тварин Whiskas і Pedigree. Але головним відкриттям Форреста стали цукерки M&M's. Завдяки спеціальній захисній оболонці вони не бруднили руки споживачів. M&M's швидко стали основним продуктом компанії.
Наступним важливим кроком для Марса стала покупка компанії Uncle Ben's. Це був ще один важливий хід у плані з диверсифікації. Маючи настільки сильний асортимент товарів, Форрест став дедалі частіше навідуватися до Америки. А в 1964 році він об'єднав свою компанію з дітищем батька.
У компанії був введений дуже жорсткий контроль за якістю продукції. Тут відмовилися від особистих кабінетів і яких-небудь перегородок, які б відділяли співробітників один від одного. Це було зроблено спеціально, щоб співробітники могли відчути себе командою. У компанії доволі рано з'явився свій центр навчання співробітників.

### Злиття та поглинання
Розширення компанії — заслуга Форреста Марса (старшого, 1904–1999). У 1967 році Mars поглинув австралійську компанію Masterfoods; відтоді багато національних підрозділів Mars інкорпоровані під ім'ям Masterfoods (США, Австралія, Росія в 1991—1996).
Наприкінці квітня 2008 року Mars оголосила про досягнення домовленості про поглинання компанії Wrigley. Сума операції мала становити $23 млрд, річні продажі об'єднаної компанії, як очікувалося, мали сягнути близько $27 млрд.

## Власники та керівництво
Mars — приватна, непублічна сімейна компанія. Частки володіння розподілені між онуками Френка Марса (оцінки стану — за даними журналу Forbes, 2006 рік):
- Джон Марс, голова правління — оцінка статків 10,5 млрд доларів США;
- Форрест Едвард Марс молодший — оцінка статків 10,0 млрд доларів США;
- Жаклін Марс — оцінка статків 10,4 млрд доларів США.

За версією «Форбс», члени сім'ї Марс займають у списку мільярдерів планети 27-е, 28-е і 46-е місця. Закритість компанії від преси не дає змоги точно уявити ступінь залученості членів сім'ї Марс в управління бізнесом, проте відомо, що багаторічні керуючі, Джон і Форрест Марси, формально пішли у відставку й передали управління чинному CEO Полу Майклзу.

### Підрозділи
- Masterfoods
  - Royal Canin (придбана в 2001 році)
  - Pedigree Petfoods

## Діяльність
Mars володіє такими торговими марками: M&M's, Snickers, Dove (шоколад), Mars, Extra, Orbit. У сфері виробництва кормів для тварин вартість кожного з брендів Pedigree, Royal Canin і Whiskas також перевищує мільярд доларів. Вік двох брендів з портфеля компанії — Juicy Fruit і Spearmint перевищує 100 років. Вік семи брендів перевищує 50 років: Milky Way, Snickers, Mars, M&M's, Doublemint, Uncle Ben's і Whiskas.
У глобальному масштабі корпорація працює в 6 категоріях:
- шоколад;
- продукти харчування для домашніх тварин;
- ріглі жувальна гумка і кондитерські вироби;
- продукти харчування;
- напої;
- науковий підрозділ Symbioscience.

Сукупні продажі компанії в 2006 році склали більше $20 млрд (в 2005 — понад $18 млрд).

## Mars в Україні
На український ринок компанія Mars вийшла в 1994 році, сфокусувавши діяльність на двох напрямках — шоколадна продукція і товари для домашніх тварин. У 1998 році було відкрито представництво в Києві, а з 2004 року представництво стало самостійним підрозділом зі своїм правлінням. На даний момент у "Mars Україна" працюють понад 200 співробітників, які реалізують продукцію компанії у всіх частинах країни. Mars займає лідируючі позиції на українському ринку в сегменті продуктів харчування і догляду за домашніми тваринами і входить у п'ятірку лідерів у сегменті шоколадної продукції. В Україні Mars представлений такими відомими брендами: Snickers, MARS, Twix, Bounty, Milky Way, M&M's, Maltesers, DOVE, PEDIGREE, CHAPPI, Whiskas, Kitekat, SHEBA та інші.
У лютому-квітні 2022 року, незважаючи на повномасштабне вторгнення РФ до України, компанія продовжила вести бізнес у РФ.